# Юніон-Стейшн (залізнична станція, Чикаго)
Юніон-Стейшн (англ. Chicago Union Station) — залізнична станція у Чикаго, штат Іллінойс. Є третьою за пасажирообігом станцією у США і четвертою за цим показником з-поміж тих, що належать Amtrak.

## Сполучення
Через станцію не існує наскрізного руху, хоча вона й не є тупиковою: для абсолютно усіх поїздів далекого, регіонального чи приміського сполучення, що курсують з/до Юніон-Стейшн, вона є кінцевою.

### Amtrak
- Blue Water (Порт-Гурон)
- Borealis (Сент-Пол)
- California Zephyr (Емерівілль)
- Cardinal (Нью-Йорк)
- City of New Orleans (Новий Орлеан)
- Empire Builder (Портленд/Сіетл)
- Floridian (Маямі)
- Hiawatha (Мілвокі)
- Illini і Saluki (Карбондейл)
- Illinois Zephyr і Carl Sandburg (Квінсі)
- Lake Shore Limited (Нью-Йорк/Бостон)
- Lincoln Service (Сент-Луїс)
- Pere Marquette (Гранд-Репідс)
- Southwest Chief (Лос-Анджелес)
- Texas Eagle (Сан-Антоніо/Лос-Анджелес)
- Wolverine (Понтіак)